# Hampton Court
L'Hampton Court Palace (meglio conosciuto come, più semplicemente, Hampton) è un palazzo reale situato nel distretto londinese di Richmond upon Thames e nei pressi della vecchia contea di Middlesex, a circa 19 chilometri (11,7 miglia) a sud-ovest della stazione di Charing Cross sulla riva del Tamigi. È aperto al pubblico ed è una delle maggiori attrazioni turistiche. Il parco di Hampton Court, con giardino alla francese, è sede ogni anno di varie manifestazioni, tra le quali Hampton Court Palace Festival e Hampton Court Palace Flower Show.

## Storia

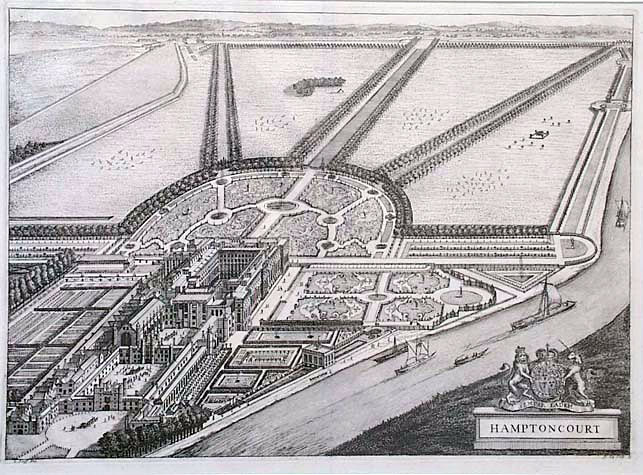
Hampton Court Palace.

Originariamente il palazzo era di proprietà dell'ordine dei Cavalieri Ospitalieri, fino a quando il cardinale Thomas Wolsey, arcivescovo di York, Primo Ministro e favorito del re d'Inghilterra Enrico VIII, lo prese come sua residenza nel 1514. Nei successivi 7 anni, Wolsey impiegò molto denaro per far diventare il palazzo uno dei più lussuosi e grandiosi del Paese, spendendo una cifra di 200'000 corone d'oro. L'arcivescovo ricostruì gran parte della parte centrale del palazzo, anche se oggi è poco quello che si è conservato di quei lavori. Il primo cortile, la corte interna, fu una sua creazione, come la seconda, la sala privata con il cortile dell'orologio che conteneva anche le sue camere. La corte interna era destinata agli ospiti con 44 alloggi, mentre nella seconda corte furono predisposti gli appartamenti destinati al re e alla sua famiglia. Poco tempo dopo che i lavori terminarono il cardinale cadde in disgrazia e il re Enrico VIII prese il palazzo come una delle sue residenze.

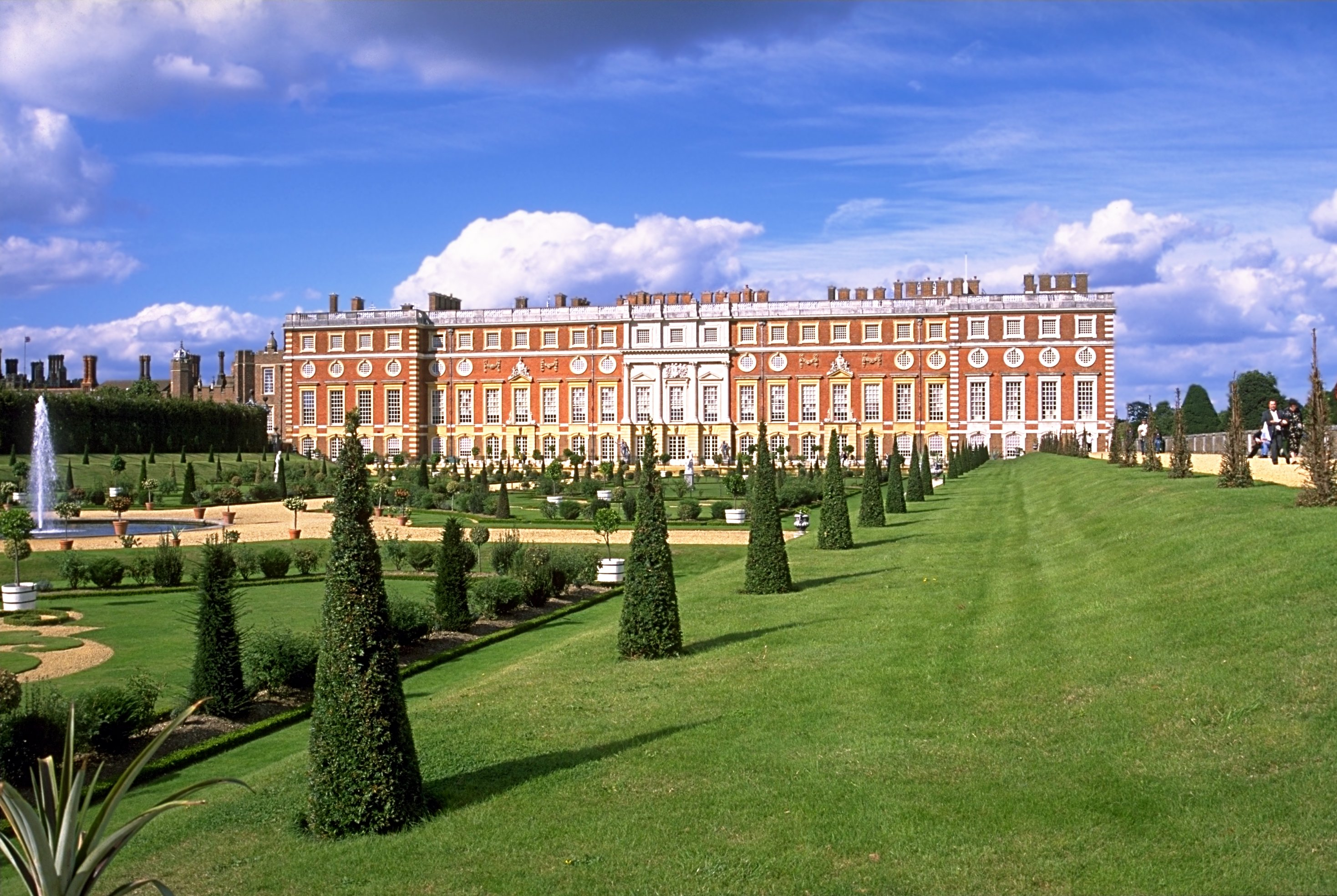
Il fronte sud di Christopher Wren

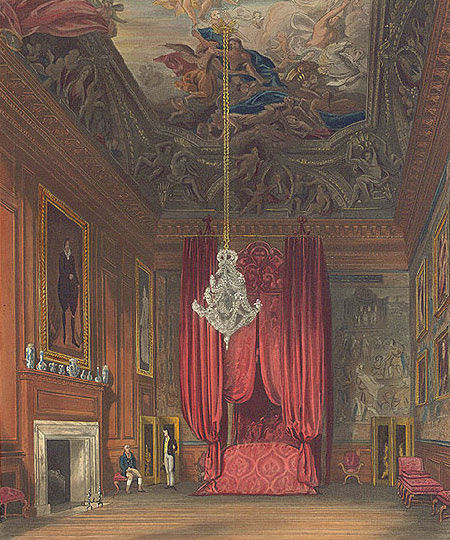
La Queen Mary's State Bedchamber è una delle stanze monumentali degli appartamenti disegnati da Christopher Wren.

Parti di Hampton Court in stile Tudor, che furono successivamente modificate e ricostruite da Enrico VIII, suggeriscono che Wolsey intendeva edificare un palazzo che divenisse degno di un grande cardinale del rinascimento, nello stile degli architetti italiani come il Filarete e Leonardo Da Vinci: aveva una pianta rettilinea e simmetrica, con grandi appartamenti nel piano nobile e molti dettagli classici. Jonathan Foyle suggerisce che probabilmente Wolsey era stato ispirato dal De Cardinalatu di Paolo Cortese, un trattato che comprendeva una parte di architettura relativa ai palazzi, pubblicato nel 1510.
Gli elementi della pianta della struttura di Hampton Court sembrano essere stati basati sui programmi geometrici rinascimentali, un italiano copiò molto finemente i famosi busti di terracotta degli imperatori romani di Giuliano da Maiano che sopravvissero nel grande cortile. Hampton Court rimane il solo dei 50 palazzi costruiti da Enrico VIII che furono finanziati con i sequestri relativi alla Riforma protestante.
Il palazzo divenne di proprietà di Enrico VIII nel 1528, dono del Cardinale Wolsey, anche se questi  continuò ugualmente a vivere "ospite" nel palazzo fino al 1529. Enrico aggiunse la Sala Grande - che fu l'ultima aggiunta dalla monarchia inglese - e anche il campo da tennis della corona, che è attualmente il più antico campo da tennis del mondo ancora in uso.
Nel 1604, il palazzo divenne la residenza del re Giacomo I riconosciuto come rappresentante dell'Inghilterra puritana.
Molto famose sono le storie sulle presunte apparizioni del fantasma di una delle mogli di Enrico VIII.

## Ultimi anni
Dopo il regno di Giorgio II di Gran Bretagna, nessun monarca risiedette a Hampton Court: il suo successore, Giorgio III del Regno Unito, infatti, non vi mise mai piede. Durante il regno di questi, parti del palazzo furono restaurate e nel 1838, sotto la regina Vittoria, il palazzo venne aperto al pubblico.
Nel 1986 parte degli appartamenti reali prese fuoco e venne restaurata e riaperta al pubblico nel 1990.
Attualmente è uno tra i più visitati palazzi inglesi ed è ancora sotto il controllo della Monarchia.

## Il giardino

### Privy Garden
Privy Garden è uno dei giardini meglio conservati di Hampton Court Palace, ed è particolarmente conosciuto per le famose dodici griglie realizzate da Jean Tijou che rappresentano differenti parti del regno di Guglielmo III d'Inghilterra.

### Il labirinto

Planimetria del labirinto.

Nel parco del palazzo è presente il celebre labirinto: progettato intorno al 1700 da George London e Henry Wise su commissione di Guglielmo III d'Orange, in origine fu realizzato con piante di carpino e successivamente reimpiantato utilizzando il tasso. Il labirinto copre un terzo di un ettaro, è di forma trapezoidale ed è il più antico labirinto di siepi del Regno Unito.
È un labirinto multicursale ed è conosciuto per la confusione che genera nei visitatori, a causa del percorso pieno di curve e strade cieche.
Il labirinto e la difficoltà di orientamento nel suo percorso interno vengono citati e descritti, attraverso un racconto biografico di esilarante ironia, dallo scrittore ed umorista britannico Jerome K. Jerome, nel suo celebre romanzo umoristico  Tre uomini in barca (Firenze, Giunti, 2007, pp.76-78).
In Italia, nel Castello di Donnafugata è presente un labirinto molto simile, realizzato a somiglianza di quello di Hampton Court ma fatto con muri a secco.

## Cappella Reale
La costruzione della Cappella Reale (in inglese Royal Chapel) ebbe inizio sotto la supervisione di Wolsey e raggiunse il termine soltanto durante il regno di Enrico VIII. La volta in stile gotico con elementi tipici del Rinascimento è considerata come «una delle più importanti e magnifiche della Gran Bretagna».
L'altare è incorniciato da una Pala d'altare in quercia massiccia sulla scia dello stile del Barocco, elemento intagliato da Grinling Gibbons durante il regno della Regina Anna.

## Opere d'arte

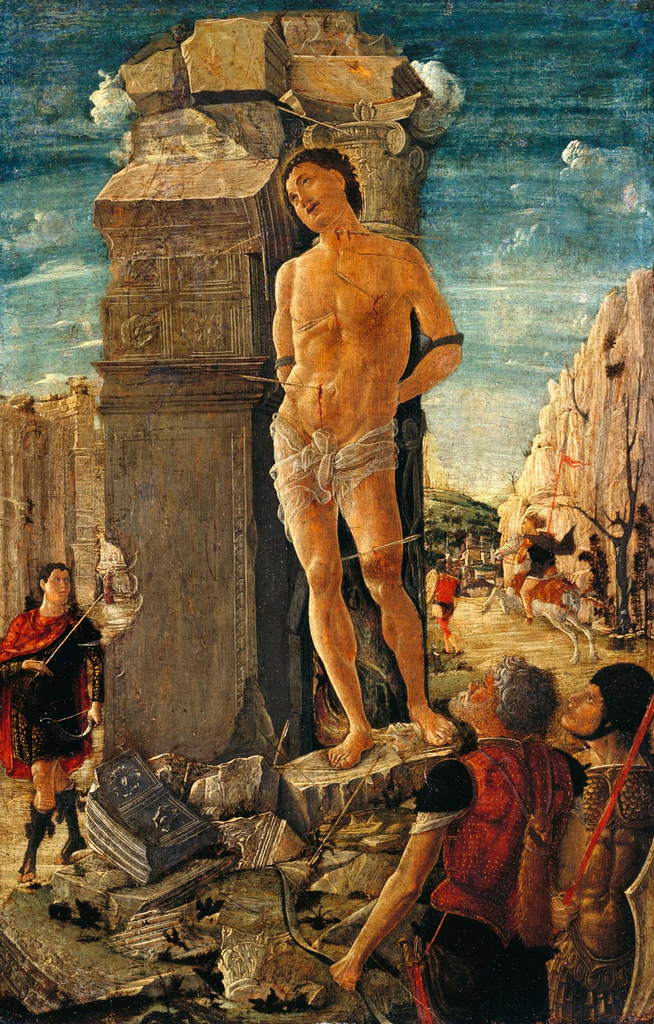
Bernardo Parentino - San Sebastiano.

- Andrea Mantegna, Trionfi di Cesare in Gallia, nove tele, 1485-1506
- Antoon van Dyck, Amore e Psiche, 1638-1640
- Bruegel il Vecchio, Strage degli innocenti, 1564 circa
- Bernardo Parentino, San Sebastiano, 1480 circa
- Caravaggio, Vocazione dei santi Pietro e Andrea, 1603-1606
- Correggio, Sacra Famiglia con san Girolamo, 1515 circa
- Giorgione o Tiziano, Garzone con flauto, 1508-1510 circa
- Giulio Romano
  - Ritratto di Margherita Paleologa, 1531 circa
  - Imperatore a cavallo, 1536-1539
- Parmigianino
  - Ritratto di giovane, 1529-1530 circa
  - Minerva, 1530-1533 circa
- Tiziano, Ritratto di letterato, 1518-1520 circa

## Giochi della XXX Olimpiade
Durante i Giochi della XXX Olimpiade, la corsa del ciclismo delle prove a cronometro è cominciata e finita a Hampton Court.